# Dmitrij Dorofiejew
Dmitrij Anatoljewicz Dorofiejew (ros. Дмитрий Анатольевич Дорофеев; ur. 13 listopada 1976 w Kołomnie) – rosyjski łyżwiarz szybki, wicemistrz olimpijski, wicemistrz świata.
Specjalizuje się w biegach na krótkich dystansach. Na igrzyskach startował dwukrotnie (2002, 2006), zdobywając w 2006 roku srebrny medal na dystansie 500 m. W zawodach tych wyprzedził go jedynie Amerykanin Joey Cheek. Kilka tygodni wcześniej zdobył srebrny medal mistrzostw świata w wieloboju sprinterskim w Heerenveen.

## Osiągnięcia

### Igrzyska olimpijskie
- Salt Lake City 2002
  - 18. (500 m)
- Turyn 2006
  - srebro (500 m); 10. (1000 m)

### Mistrzostwa świata
- 2006 – 2. (wielobój sprinterski)